# Ernst Hardt
Ernst Hardt, född 9 maj 1876 i Graudenz, Westpreussen, död 3 januari 1947 i Ichenhausen, var en tysk novellförfattare och dramatiker.
Hardt var först bestämd till officer, men lämnade denna livsuppgift för skriftställaryrket, var en tid bosatt i Berlin, vistades senare i Grekland flera år och bodde länge i Weimar. Han gjorde sig först bemärkt som novellförfattare; särskild märks samlingen Bunt ist das Leben (1902). 
Han har även utgivit lyriska dikter, Aus den Tagen des Knaben (1903), men har på senare tid företrädesvis gjort sig bemärkt som dramatiker i det moderna fyraaktiga skådespelet Der Kampf um’s Rosenrote (1903), den lilla versifierade anekdoten Ninon de l'Enclos (1905) samt framför allt det gripande femaktsdramat på vers Tantris der Narr (1908), som är byggd på ett motiv ur Tristansagan (Tristan i förklädnad som narr hos den älskade drottningen), som blev belönad med det inte på många år utdelade Schillerpriset (som Hardt delade med Karl Schönherr). Hardt var även verksam som översättare av äldre och yngre fransk prosa.
Bland senare verk märks Gudrun (1911) och König Salomo (1915). Hardt blev 1930 ledare för Westdeutscher Rundfunk men fick lämna denna position vid nazisternas maktövertagande. Efter en tid i fängelse blev han sjuk och blev inte riktig frisk fram till döden.